# Lempdes
Lempdes is een gemeente in het Franse departement Puy-de-Dôme (regio Auvergne-Rhône-Alpes). Lempdes telde op 1 januari 2022 8.646 inwoners. De plaats maakt deel uit van het arrondissement Clermont-Ferrand en van het gemeentelijk samenwerkingsverband Clermont Auvergne Métropole.

## Geografie
De oppervlakte van Lempdes bedraagt 12,3 km², de bevolkingsdichtheid is 697,5 inwoners per km².
De onderstaande kaart toont de ligging van Lempdes met de belangrijkste infrastructuur en aangrenzende gemeenten.

## Demografie
Onderstaande figuur toont het verloop van het inwonertal (bron: INSEE-tellingen).

## Geboren
- Jean-Baptiste Lamy (1814-1888), missiebisschop in de Verenigde Staten